# Kaio César
Kaio César Andrade Lima (Maceió, 15 febbraio 2004) è un calciatore brasiliano, attaccante dell'Al-Hilal.

## Carriera
Kaio è entrato a far parte delle giovanili del Coritiba nel 2018, all'età di 14 anni. Il 15 dicembre 2022 ha rinnovato il contratto con il club fino al 2024, venendo promosso in prima squadra per la stagione 2023.
Kaio ha fatto il suo debutto in prima squadra il 18 gennaio 2023, sostituendo Alef Manga nell'incontro in trasferta del Campionato Paranaense vinto per 3-0 contro il Foz do Iguaçu. Undici giorni dopo, nella sua prima partita da titolare, ha segnato il secondo gol della sua squadra nel pareggio casalingo per 2-2 contro l'Azuriz.
L'8 febbraio 2023 il Coritiba ha annunciato il rinnovo del contratto di Kaio fino al 2026.

## Statistiche

### Presenze e reti nei club
Statistiche aggiornate al 2 febbraio 2025.
| Stagione                 | Squadra                  | Campionato               | Campionato | Campionato | Coppe nazionali | Coppe nazionali | Coppe nazionali | Coppe continentali | Coppe continentali | Coppe continentali | Altre coppe | Altre coppe | Altre coppe | Totale | Totale | Totale |
| Stagione                 | Squadra                  | Comp                     | Pres       | Reti       | Comp            | Pres            | Reti            | Comp               | Pres               | Reti               | Comp        | Pres        | Reti        | Pres   | Reti   |        |
| ------------------------ | ------------------------ | ------------------------ | ---------- | ---------- | --------------- | --------------- | --------------- | ------------------ | ------------------ | ------------------ | ----------- | ----------- | ----------- | ------ | ------ | ------ |
| 2023                     | Coritiba                 | A1/PR+A                  | 8+24       | 2+0        | CB              | 4               | 1               |                    | -                  | -                  |             | -           | -           | 36     | 3      |        |
| gen.-giu. 2024           | Vitória Guimarães        | PL                       | 12         | 0          | CP              | 2               | 0               |                    | -                  | -                  |             | -           | -           | 14     | 0      |        |
| 2024-gen.2025            | Vitória Guimarães        | PL                       | 17         | 2          | CP+TL           | 3+1             | 1+0             | UECL               | 12                 | 1                  |             | -           | -           | 33     | 4      |        |
| Totale Vitória Guimarães | Totale Vitória Guimarães | Totale Vitória Guimarães | 29         | 2          |                 | 6               | 1               |                    | 12                 | 1                  |             | -           | -           | 47     | 4      |        |
| gen.-giu. 2025           | Al-Hilal                 | SPL                      | 1          | 1          | KC              | 0               | 0               | ACL                | 0                  | 0                  |             | -           | -           | 1      | 1      |        |
| Totale carriera          | Totale carriera          | Totale carriera          | 62         | 5          |                 | 10              | 2               |                    | 12                 | 1                  |             | -           | -           | 84     | 8      |        |